# Obchodní centrum Europark Praha

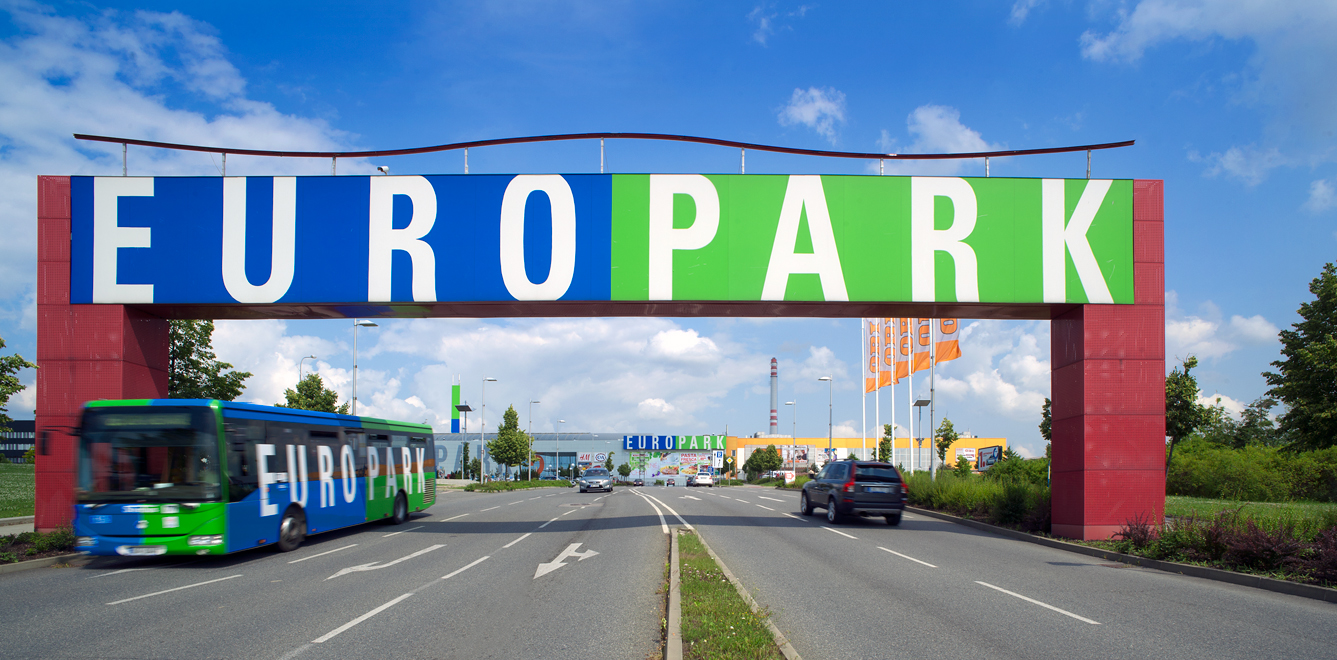
Brána u hlavního vjezdu do centra

Obchodní centrum Europark (někdy stylizováno jako EUROPARK) je obchodní centrum v Praze-Štěrboholech v ulici Nákupní. Nachází se v něm hypermarket Globus, hobbymarket OBI a přibližně 70 dalších obchodů. Centrum bylo otevřeno 25. září 2002 skupinou SES (SPAR European Shopping Centers) po vzoru stejnojmenných center v Salcburku, Budapešti (koncem roku 2017 uzavřen a později v roku 2018 otevřen jako Shopmark) a Mariboru. Jeho vlastníkem je firma EUROPARK Holding, s.r.o., ve které má od roku 2019 většinový podíl česká developerská skupina DBK Praha (skupina SES si ponechala podíl 23 %).

## Obchody, restaurace aslužby

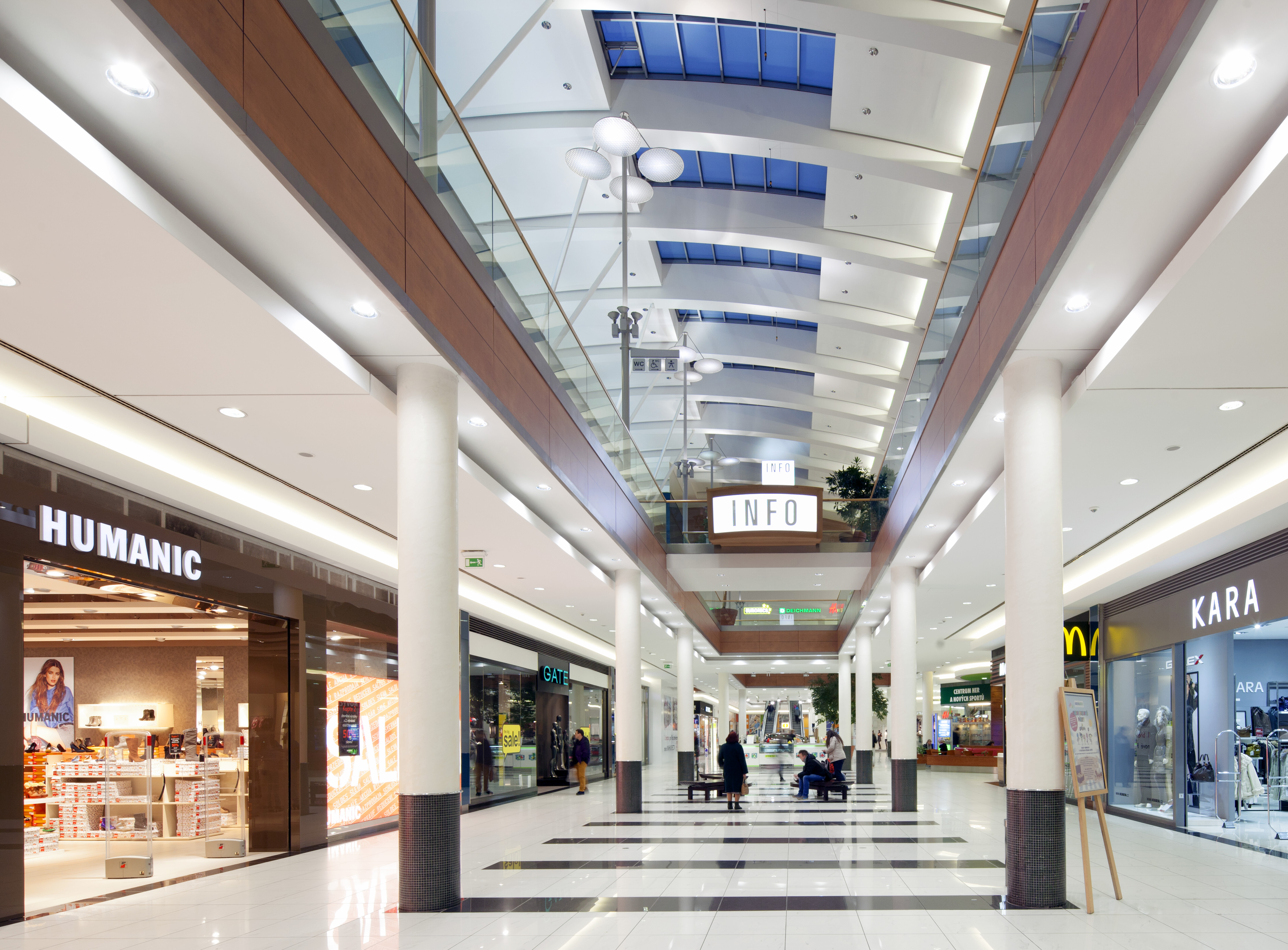
Interiér obchodního centra

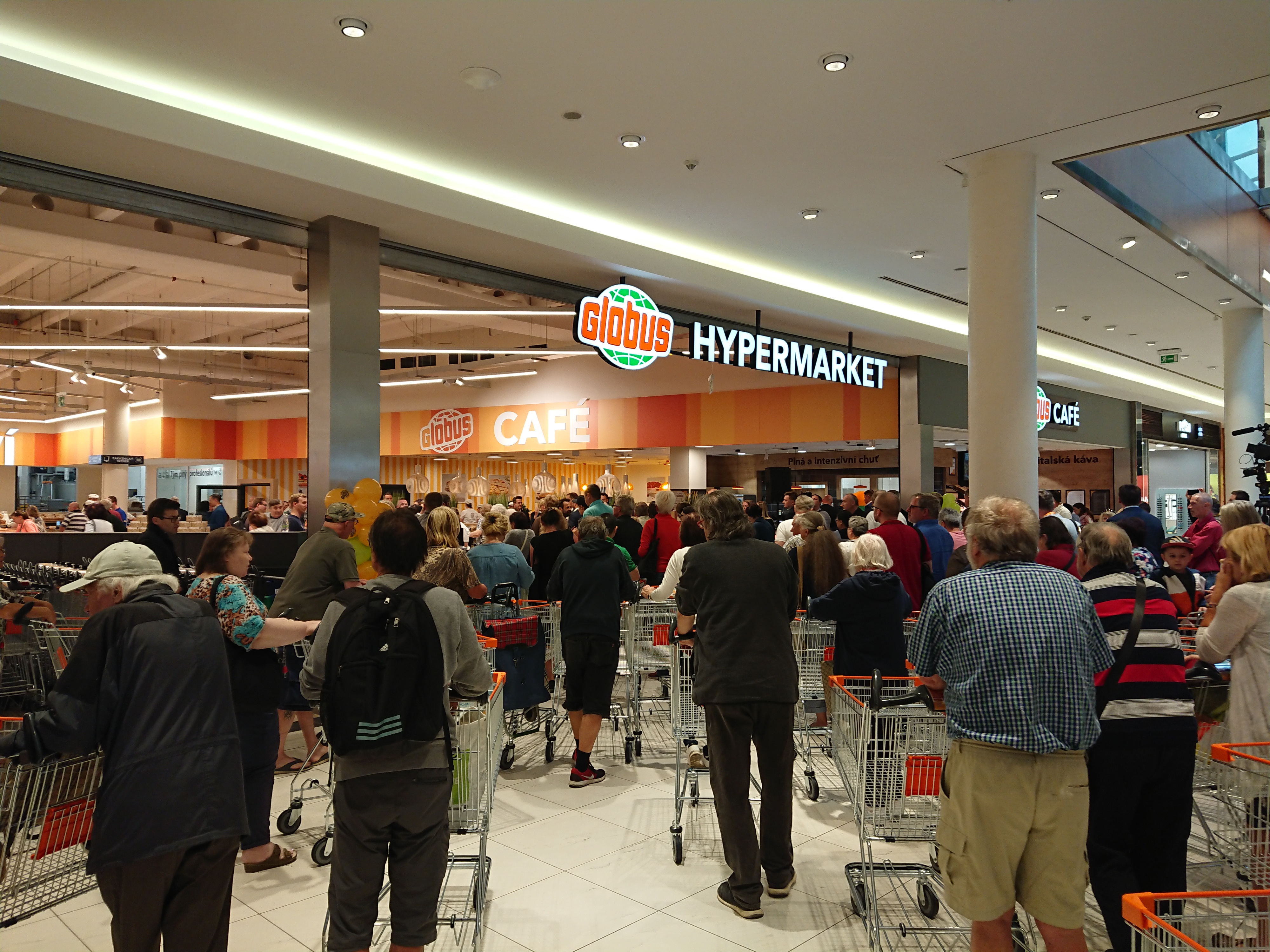
Otevření hypermarketu Globus v červnu 2023

Prodejny se v obchodním centru nacházejí ve dvou nadzemních podlažích. V přízemí funguje hypermarket Globus, drogerie dm, lékárna Benu, pobočky Komerční banky, ČSOB (pouze bankomat) a  Raiffeisenbank, většina restaurací včetně fastfoodových řetězců KFC a McDonald's, módní řetězce Takko Fashion a H&M a prodejna obuvi Humanic. V prvním patře se nachází například obchod s elektronikou Datart, hračkářství Bambule, diskontní prodejna Pepco, módní řetězec C&A, druhé patro prodejny H&M, obuv CCC, sportovní potřeby Sportisimo, pobočka České pošty a restaurace Globus.
Ve východní části budovy funguje hobbymarket OBI, do kterého vede vstup z parkoviště a z přízemí obchodního centra. Dále se v sousedství nachází samostatně stojící prodejna nábytku ASKO, myčka aut a discgolfové hřiště.
Původním provozovatelem hypermarketu v přízemí a restaurace v prvním patře byl INTERSPAR. Česká filiálka řetězce měla v komplexu EUROPARK sídlo na sousední adrese Nákupní 389/1. V souvislosti s odchodem řetězce SPAR z českého trhu po roce 2014 prodejnu převzal Albert. V červenci 2022 bylo oznámeno, že bude Albert v příštím roce vystřídán hypermarketem Globus. K uzavření hypermarketu Albert došlo v září 2022, jako dočasná náhrada byla v přízemí otevřena menší prodejna potravin pod názvem Berto. V říjnu 2022 byla na místě původní restaurace INTERSPAR otevřena restaurace Globus. Hypermarket byl otevřen 1. června 2023.
Původně tady byl i sportovní řetezec Hervis, který měl zde i centrálu. V únoru 2022 portál iDNES.cz oznámil, že ku konci června budou ukončeny poslední prodejny. Dnes tady je namísto Hervisu již zmíněné Sportisimo.

## Poloha adopravní dostupnost
EUROPARK se nachází na západním okraji katastrálního území Štěrboholy v sousedství mimoúrovňové křižovatky Průmyslové ulice a Jižní, resp. Štěrboholské spojky. Hlavní vjezd do areálu obchodního centra vede z ulice Ústřední. Součástí obchodního centra je rozsáhlé povrchové parkoviště, které spolu s menším podzemním parkovištěm zákazníkům nabízí přes dva tisíce parkovacích míst.
Před vchodem do centra se nachází autobusová zastávka Obchodní centrum Štěrboholy, kterou obsluhují autobusové linky PID 163, 204, 208 a 228. Tři z těchto linek vedou k nejbližší stanici metra, kterou je konečná linky A Depo Hostivař. V minulosti EUROPARK objednával provoz autobusových linek s bezplatnou přepravou: tři takové linky s označením EUR1 až EUR 3 mezi lety 2002 a 2009 sloužily obyvatelům Prahy, další linky jednou týdně vozily zákazníky z Kostelce nad Černými lesy, Posázaví a Kutnohorska.